# 哈利法·库马杰
哈利法·库马杰（1996年7月7日—），原名克里斯特·库马杰、全名让·马克·克里斯特·库马杰，乍得男子籃球運動員，現效力於中国男子篮球职业联赛山东高速。

## 早年
库马杰成長於乍得首都恩賈梅納，2012年母親库马杰帶著搬到塞内加尔，有次放學時，库马杰被籃球招募員易卜拉希马·恩迪亚耶（Ibrahima N'Diaye）招攬至飛星學院（Flying Star Academy）訓練，六個月後库马杰獲得美國蒙特沃德学院的獎學金。自蒙特沃德学院畢業以後，库马杰前往佛罗里达州立大学就讀，修讀國際事務學位。

## 職業生涯
2020年9月，库马杰與西班牙篮球甲级联赛學生簽下三個月合約。2020年12月，库马杰與VTB聯賽薩拉托夫公路簽下兩個月合約。2021年2月，库马杰與德國籃球甲級聯賽歐綠保柏林簽約，合約至2022-23賽季結束。2023年7月，库马杰與歐綠保柏林簽下三年合約。2024年10月，库马杰被指控向前女友施暴被歐綠保柏林停職。2024年11月，库马杰加盟中国男子篮球职业联赛山东高速。

## 外部連結
- 哈利法·库马杰在NBA G聯盟（英语）
- 哈利法·库马杰在歐洲籃球聯賽（英语）
- 哈利法·库马杰在西班牙篮球甲级联赛（球員）（西班牙语）
- 哈利法·库马杰在VTB聯賽（英语）
- 哈利法·库马杰在德國籃球甲級聯賽（德语）
- 哈利法·库马杰在中国男子篮球职业联赛
- 哈利法·库马杰在Basketball-Reference.com（NBA）（英语）
- 哈利法·库马杰在Basketball-Reference.com（NBA G聯盟）（英语）
- 哈利法·库马杰在Basketball-Reference.com（國際）（英语）
- 哈利法·库马杰在Sports-Reference.com（NCAA）（英语）
- 哈利法·库马杰在ESPN（NBA）（英语）
- 哈利法·库马杰在Eurobasket.com（球員）（英语）
- 哈利法·库马杰在Proballers（英语）
- 哈利法·库马杰在RealGM（英语）
- 哈利法·库马杰在中国篮球数据库
- 哈利法·库马杰在Flashscore（英语）